# Los Ríos tartomány
Los Ríos Ecuador egyik tartománya, amelynek a székhelye a közel 160 ezer fős Babahoyo. A tartományt jogi értelemben 1948. szeptember 30-án formálták. A tartományi székhely szegény, az utak minősége silány és alacsony fekvése miatt folyamatosan ki van téve az áradásoknak.

## Gazdaság
A tartomány gazdaságának jelentős részét a mezőgazdaság teszi ki: kávé, kakaóbab, banán, rizs stb. Nem túl számottevő méretű ipara papír, cukor és famegmunkálásra épül. A közelmúltban felkarolt turistacsalogatói közé tartoznak a bennszülött rituálék és a halászat.

## Kantonok
A tartományban 13 kanton van.
| Kanton       | Népesség (2001) | Terület (km²) | Székhely                |
| ------------ | --------------- | ------------- | ----------------------- |
| Baba         | 35 185          | 516           | Baba                    |
| Babahoyo     | 132 824         | 1076          | Babahoyo                |
| Buena Fé     | 47 361          | 569           | San Jacinto de Buena Fe |
| Mocache      | 33 481          | 562           | Mocache                 |
| Montalvo     | 20 067          | 362           | Montalvo                |
| Palenque     | 20 658          | 570           | Palenque                |
| Pueblo Viejo | 29 420          | 338           | Puebloviejo             |
| Quevedo      | 139 790         | 303           | Quevedo                 |
| Quinsaloma   |                 |               | Quinsaloma              |
| Urdaneta     | 25 812          | 377           | Catarama                |
| Valencia     | 32 870          | 980           | Valencia                |
| Ventanas     | 71 145          | 806           | Ventanas                |
| Vinces       | 61 565          | 693           | Vinces                  |